# Palais Bourbon

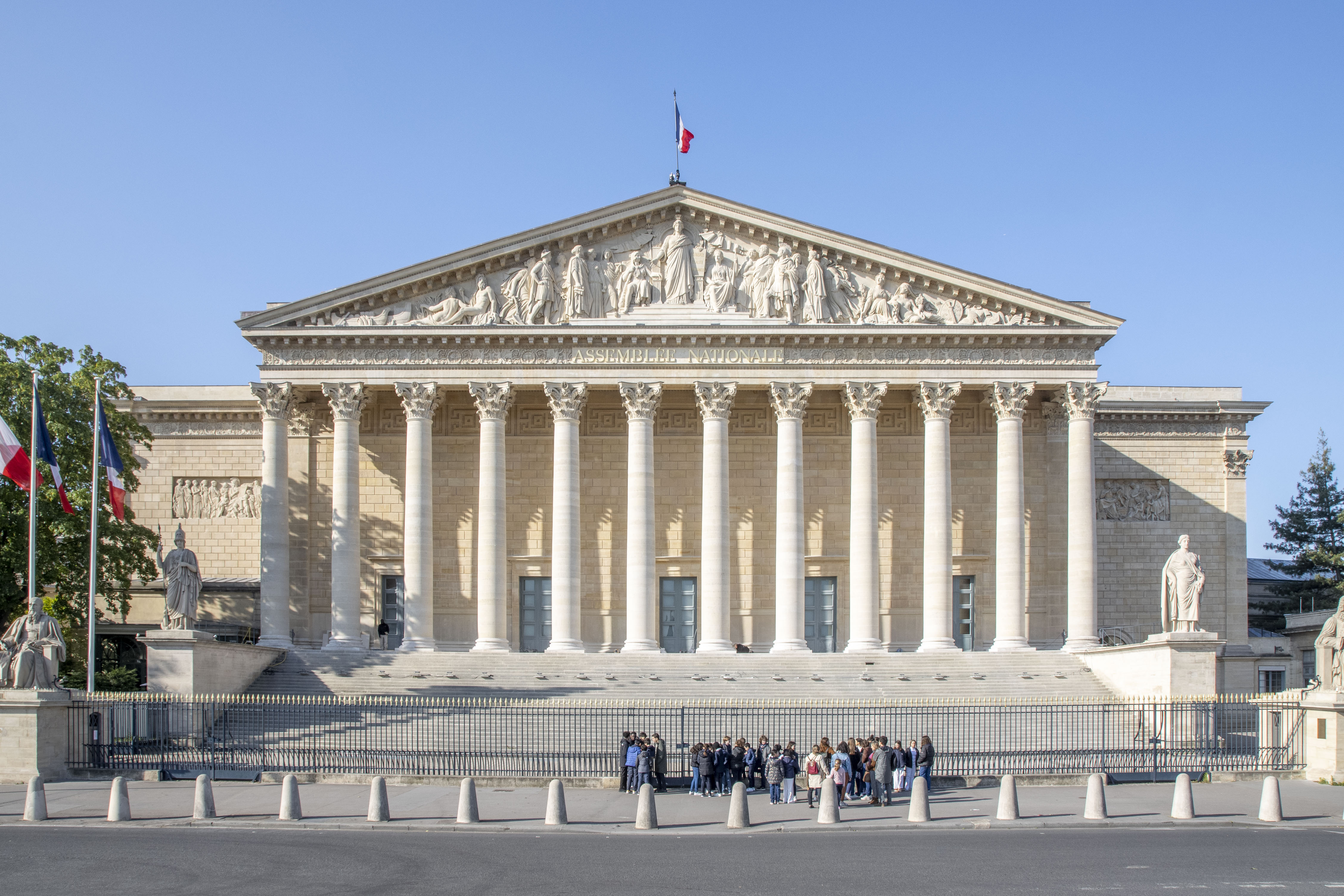
Palais Bourbon nhìn từ phía sông Seine.

Palais Bourbon (Cung điện Bourbon) là tên thường gọi của tòa nhà Quốc hội Pháp hiện nay, công trình nằm bên bờ sông Seine, thuộc Quận 7 thành phố Paris. Được  Công tước phu nhân xứ Bourbon, Louise Françoise de Bourbon—con gái vua Louis XIV—cho xây dựng từ năm 1722, Palais Bourbon tiếp tục được người cháu nội là Hoàng thân Louis V Joseph de Bourbon-Condé mở rộng trong nhiều năm. Tới thời kỳ Cách mạng Pháp, cung điện được chọn làm trụ sở của quốc hội và giữ vai trò này hầu như liên tục đến tận ngày nay.
Bên cạnh chức năng quan trọng, Palais Bourbon còn là một công trình kiến trúc nổi tiếng. Mặt ngoài cung điện phía sông Seine với hàng 12 cây cột là tác phẩm của kiến trúc sư Bernard Poyet thời Đệ nhất đế chế. Họa sĩ Eugène Delacroix cũng từng nhiều năm trang trí cho các căn phòng của Palais Bourbon. Sau nhiều lần tu sửa và mở rộng, toàn bộ cung điện hiện nay chiếm một diện tích 124 nghìn mét vuông, phục vụ khoảng 3 ngàn người làm việc. Thư viện của Palais Bourbon, được thành lập dưới thời Cách mạng, cũng là nơi lưu trữ nhiều tài liệu giá trị, trong đó có những bản thảo của Jean-Jacques Rousseau và tài liệu gốc của vụ án xử Jeanne d'Arc.
Cùng với một số công trình khác hai bên bờ sông Seine, Palais Bourbon nằm trong quần thể kiến trúc đã được UNESCO công nhận di sản thế giới vào năm 1991.

## Các tòa nhà quốc hội trước Palais Bourbon

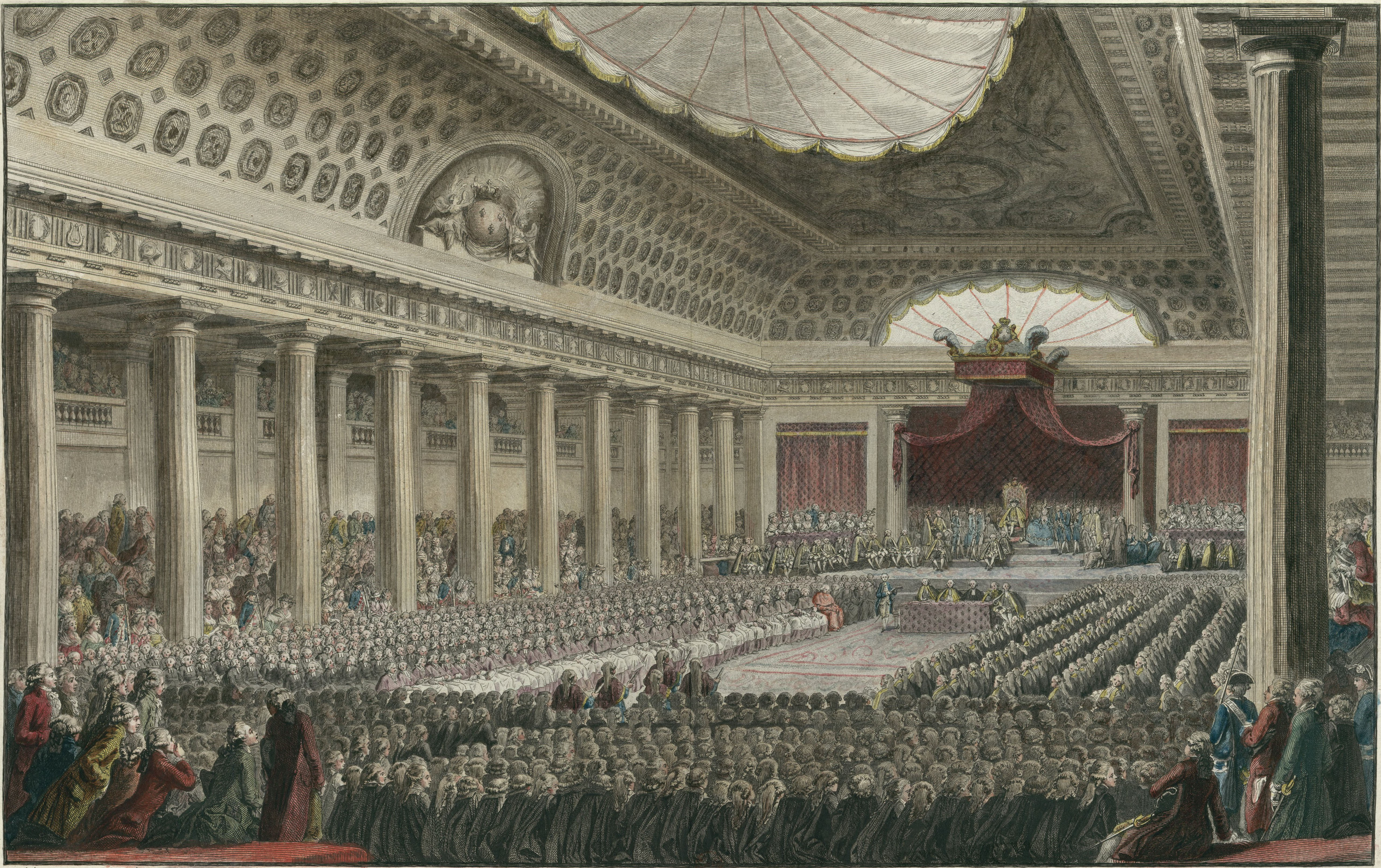
Hội nghị các đẳng cấp họp tại phòng Menus Plaisirs ngày 5 tháng 5 năm 1789.

Lịch sử Quốc hội Pháp được bắt đầu vào thời kỳ Cách mạng. Ngày 5 tháng 5 năm 1789, Hội nghị các đẳng cấp họp tại Versailles, trong dinh thự Menus Plaisirs, một căn phòng được trang trí lộng lẫy nhưng kém về mặt âm thanh. Ngày 17 tháng 6, Đẳng cấp thứ ba tự tuyên bố thành lập Quốc hội. Ba ngày sau đó, không có địa điểm để hội họp, các nghị sĩ lang thang ngoài mưa trên những con phố của thị xã Versailles rồi tập hợp lại trong phòng chơi jeu de paume—một môn thể thao tương tự quần vợt. Tại đây, họ đã có lời tuyên thệ Jeu de Paume nổi tiếng, thề sẽ không trở về cho đến khi lập được một hiến pháp cho nước Pháp. Trong hai ngày 21 và 22, các nghị sĩ tập hợp tại nhà thờ Saint-Louis. Cuối tháng 7, căn phòng của dinh thự Menus Plaisirs được sửa lại. Quốc hội lập hiến nhóm họp ở đây cho tới cuối tháng 9 năm 1789.
Đầu tháng 10, khi Quốc hội về Paris, nhiều địa điểm được xem xét cho chức năng trụ sở mới, trong số đó có phòng của Comédie française, Điện Invalides, thư viện Sorbonne... Cuối cùng, phòng Manège trong cung điện Tuileries được chọn và các kỳ họp bắt đầu ở đây từ ngày 9 tháng 10. Trước đó, từ 6 tháng 10, vua Louis XVI cùng hoàng gia cũng đã bị ép phải về cung điện Tuileries. Trong khoảng thời gian 1789 tới 1793, phòng Manège là trụ sở của ba quốc hội cách mạng: Quốc hội lập hiến từ tháng 11 năm 1789 tới tháng 9 năm 1791, Quốc hội lập pháp từ 1791 tới 1792 và Hội nghị quốc ước từ tháng 9 năm 1792 tới 9 tháng 5 năm 1793.
Khi Hội nghị quốc ước được lập lên qua một cuộc bầu cử phổ thông, trong những tháng đầu tiên, các đại biểu vẫn nhóm họp tại căn phòng Manège. Ngày 10 tháng 5 năm 1793, 750 đại biểu chuyển tới phòng Machines của nhà hát cũng trong cung điện Tuileries. Khi hai viện tách riêng, Conseil des Cinq Cents về họp ở phòng Manège, còn Conseil des Anciens lấy trụ sở vẫn ở phòng Machines. Tới ngày 18 tháng 9 năm 1795, theo một sắc lệnh mới, các nghị sĩ của Conseil des Cinq Cents mới rời điện Tuileries về Palais Bourbon.

## Lịch sử Palais Bourbon

### Công tước phu nhân xứ Bourbon

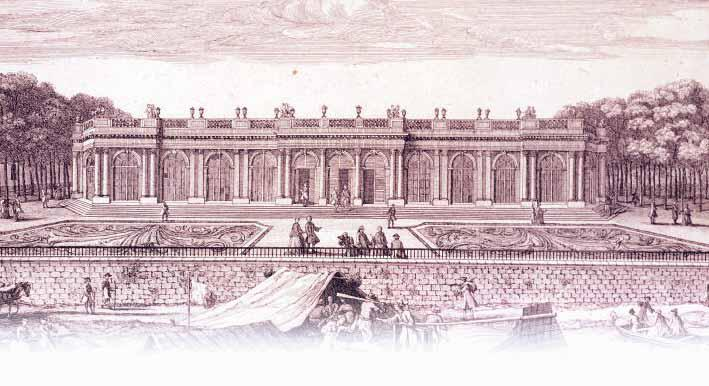
Mặt ngoài cung điện thời nữ Công tước Bourbon.

Nằm bên tả ngạn, khu vực giữa phố Saints-Pères và Điện Invalides—về sau mang tên Saint-Germain—đã thu hút tầng lớp quý tộc tới sinh sống ngay từ nửa cuối thế kỷ 17. Năm 1720, Louise Françoise de Bourbon, con gái ngoại hôn được hợp pháp hóa của Louis XIV và phu nhân Montespan, mua lại một số mảnh đất nằm dọc sông Seine, vị trí của Palais Bourbon ngày nay. Hai năm sau, năm 1722, Louise Françoise cho xây dựng hai công trình, trong đó tặng lại dinh thự phía Tây cho Hầu tước Lassay, tình nhân của mình. Người đầu tiên thực hiện các công trình này là kiến trúc sư người Ý Giardini, được chính Hầu tước Lassay tiến cử. Nhưng Giardini mất vào năm 1722, hai kiến trúc Jacques V Gabriel và Jean Aubert tiếp nối xây dựng công trình.
Khi hoàn thành vào năm 1728, cung điện của nữ Công tước Bourbon mang dáng vẻ giống với Grand Trianon ở lâu đài Versailles và nhiều người cho rằng đó là sự cố ý của Louise Françoise để gợi tới mối quan hệ huyết thống của mình với vua Louis XIV. Điều nghi ngờ không hẳn đúng—Louise Françoise đã chính thức được hợp pháp hóa—nhưng chắc chắn rằng kiến trúc sư Jean Aubert đã bị ảnh hưởng bởi Jules Hardouin Mansard, người thực hiện Grand Trianon. Một lý do nữa, bản thân nữ Công tước cũng rất thích thú lâu đài Versailles.
Không chỉ vẻ bề ngoài, nội thất cung điện cũng gây nên nhiều lời đàm tiếu. Các bức vẽ còn lại cho thấy công trình được trang trí "lổn nhổn", phong phú nhưng tầm thường, đầy những lớp mạ vàng, các bức trạm hình đầu người và các hốc kê giường. Những dấu vết của cung điện đầu tiên hiện nay chỉ lưu lại ở một vạt tường và một vài ô cửa mở ra vườn Quatre Colonnes. Nhưng chính nhờ người chủ đầu tiên này, cung điện được mang tên Palais Bourbon. Còn cung điện của hầu tước Lassay cũng được mang tên Dinh thự Lassay. Khác với Palais Bourbon, dinh thự Lassay tồn tại hầu như nguyện vẹn tới ngày nay.

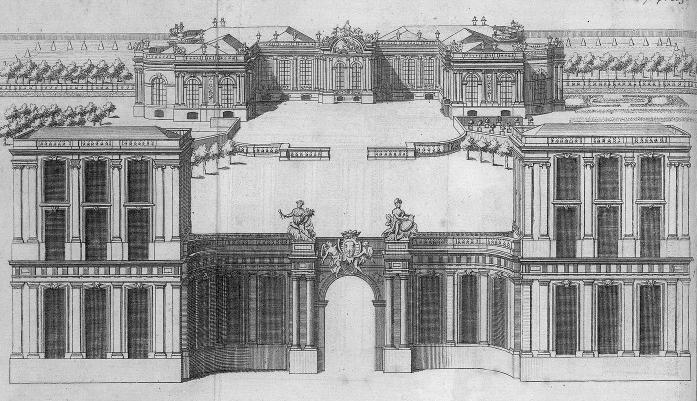
Cung điện Bourbon vào khoảng những năm 1730.

### Thân vương xứ Condé

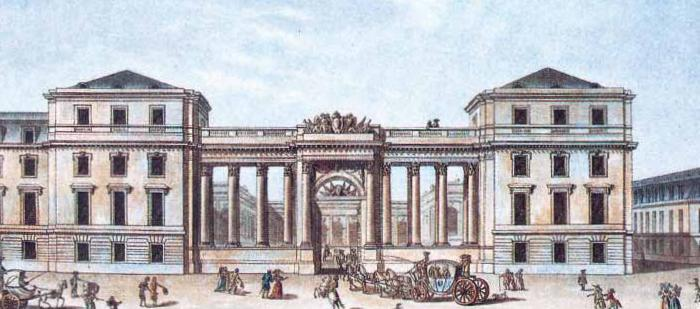
Cổng phía Nam cung điện thời Hoàng thân Condé.

Sau khi Louise Françoise de Bourbon mất năm 1743, tới năm 1756, vua Louis XV mua lại cung điện với ý định gìn giữ công trình cùng với tổng thể quảng trường mới mang tên mình đang được thực hiện ở vị trí đối xứng bên kia sông Seine. Nhưng tới năm 1764, Louis V Joseph de Bourbon-Condé, Hoàng thân Condé, cháu nội của Louise Françoise trở về sau Chiến tranh Bảy năm, nhà vua nhượng lại cung điện cho vị hoàng thân trẻ.
Trở thành chủ nhân của công trình, Hoàng thân Condé tỏ ra miễn cưỡng bằng lòng với cung điện của người bà nội. Trong vòng một phần tư thế kỷ, vị hoàng thân cố gắng đổi mới cung điện, trên hết tăng diện tích, mở rộng tổng thể công trình, xây dựng thêm những tòa nhà mới. Từ một dinh thự miền quê, trong khoảng 1765 tới 1789, một quần thể kiến trúc mọc lên, như dáng vẻ ngày nay. Với sự chỉ đạo của các kiến trúc sư Barreau de Chefdeville và Le Carpentier, hai dãy nhà của cung điện được mở rộng và kéo dài nhờ những bức tường về phía quảng trường Palais Bourbon và bao quanh sân. Cuối các bức tường, hai tòa nhà lớn hai bên tạo nên kiến trúc kiểu khải hoàn môn. Phía Tây sân danh dự, một loạt tòa nhà mới mọc lên, được xen bởi ba sân nhỏ, ngày nay mang tên Sully, Montesquieu và Aguesseau. Cùng với hai dinh thự mở rộng từ dinh thự Lassay, chúng tạo thành một lối đi sang trọng và yên tĩnh, điểm đối trọng với sân của Palais Bourbon. Không chỉ dừng lại ở đó, hoàng thân Condé còn mua thêm khu đất kế bên, tiếp tục xây dựng các tòa nhà, và từ năm 1787, tạo thành quảng trường Palais Bourbon.
Sau 20 năm xây dựng, tốn kém 25 triệu livre, công trình vẫn chưa hoàn thành. Cách mạng Pháp năm 1789 nổ ra, được báo động bởi sự kiện chiếm ngục Bastille, ngày 18 tháng 7, Hoàng thân Condé chạy trốn khỏi nước Pháp. Cho tới tận năm 1814, sau thời một gian dài sống lưu vong, Hoàng thân Condé mới trở về và hoàn thành công trình của mình.

### Cách mạng Pháp
Sau khi Hoàng thân Condé bỏ trốn vào tháng 7 năm 1789, Palais Bourbon bị bỏ hoang. Năm 1791, cung điện trở thành tài sản quốc gia và là địa điểm tuyên bố lập quốc cùng năm đó. Nhưng giống với không ít các dinh thự quý tộc khác vào thời Cách mạng, cung điện Bourbon cũng trở thành nhà tù rồi kho chứa các đoàn xe quân sự và cuối cùng là trụ sở Ban lao động công cộng. Nằm kế bên, dinh thự Lasay cùng chung số phận, trở thành trụ sở trường Lao động công cộng rồi tiếp đó tới Trường Bách khoa Paris.
Mùa thu năm 1795, Hội nghị quốc ước tìm kiếm một địa điểm cho Conseil des Cinq Cents, quốc hội tiếp theo. Thời điểm đó, ban Đốc chính được đặt tại cung điện Luxembourg. Do sự tách biệt quyền lập pháp và hành pháp đã được nêu trong hiến pháp nên trụ sở quốc hội mới cũng cần cách xa cung điện Luxembourg. Điều này giúp Palais Bourbon trở thành một lựa chọn lý tưởng. Mặt khác, địa thế của cung điện cũng dễ dàng trong việc phòng thủ khi xảy ra bạo loạn.
Phục vụ cho mục đích mới, trong vòng hai năm, các kiến trúc sư Gisors và Lecomte cho xây dựng một nghị phòng lớn. Khi hoàn thành vào ngày 21 tháng 1 năm 1798, nghị phòng của Palais Bourbon mang hình bán nguyệt, theo lối những nhà hát cổ đại, một nét khác với những phòng họp của quốc hội Cách mạng trước đó thường mang hình elip hoặc có góc cạnh. Nhưng giống như cung điện Palais Bourbon đầu tiên, phòng họp này bị phá bỏ năm 1829 dưới thời Bourbon phục hoàng. Riêng 6 bức tượng các nhà lập pháp cổ đại—Solon, Lycurgue, Caton...—ngày nay vẫn có thể tìm thấy trong phòng Quatre Colonnes.

### Đệ nhất đế chế

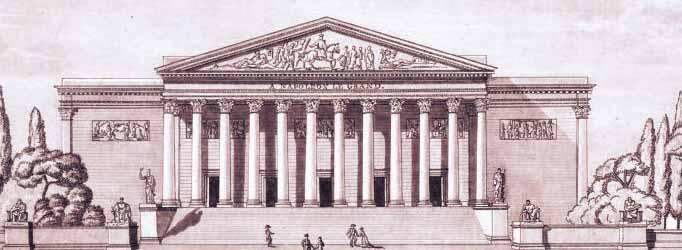
Palais Bourbon thời Đệ nhất đế chế với bức phù điêu vinh danh Napoléon.

Chế độ Tổng tài rồi Đệ nhất đế chế của Napoléon Bonaparte tiếp nối thời kỳ Đốc chính. Palais Bourbon như một hình ảnh của nước Pháp, cũng có những thay đổi sâu sắc. Khi sửa đổi không gian cần thiết để xây dựng phòng họp bán nguyệt, mặt ngoài cung điện cũ đã bị thay đổi. Phía sông Seine, cây cầu Concorde hoàn thành nhờ những viên đá của ngục Bastille, nối Palais Bourbon với quảng trường Louis XV rồi thẳng phố Royal tới nhà thờ Madeleine, công trình dự định vinh danh quân đội của Hoàng đế. Để cung điện hài hòa với tổng thể kiến trúc và mang tính cân đối hơn, Bernard Poyet thiết kế lại mặt ngoài công trình phía sông Seine, sử dụng 12 cây cột theo lối cổ điển và hai bên bậc thang được trang trí bốn bức tượng, đại diện cho nền quân chủ cũ mà Đệ nhất đế chế sẽ tiếp nối: Maximilien de Sully đại diện cho người cải cách, Michel de l'Hospital đại diện cho người hòa giải, Henri François d'Aguesseau thống nhất luật pháp, Jean-Baptiste Colbert quản lý nền kinh tế. Trên cao, phía trên hàng cột, một bức phù điêu lớn ca ngợi chiến thắng của Napoléon Bonaparte với dòng chữ: "Hoàng đế trở về từ chiến dịch Austerlitz, được chủ tịch hội đồng lập pháp và đoàn nghị sĩ nghênh tiếp".
Mặc dù vậy, chính Napoléon lại không thích cách trang trí này. Theo lời nghị sĩ Antoine Proust: "Napoléon ghê tởm hàng cột ấy và có lần nói tiếc rằng mình không còn là một sĩ quan pháo binh để chĩa nòng pháo vào bức bình phong nực cười đó".

### Bourbon phục hoàng và Quân chủ tháng Bảy

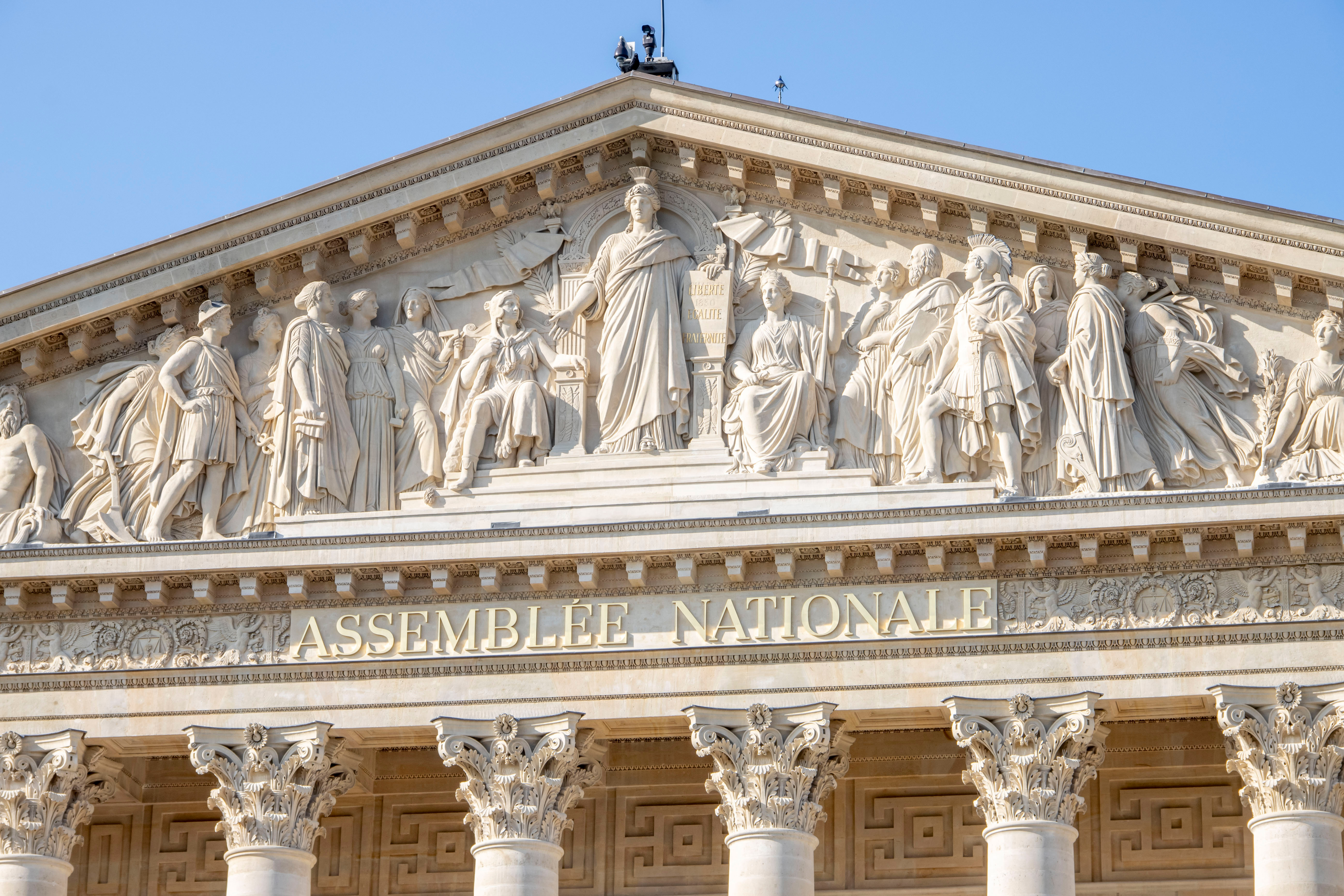
Bức phù điêu có từ thời Quân chủ tháng Bảy.

Từ nơi lưu vong trở về, Hoàng thân Condé tiếp tục với công trình Palais Bourbon, hoàn thành nốt công việc dang dở và gắng xóa các dấu vết của thời kỳ Cách mạng để lại. Nhưng Louis XVIII sau khi lên ngôi đã đưa ra hai chiếu dụ, theo đó, Palais Bourbon dành một phần cho Hoàng thân Condé và một phần cho Phòng nghị sĩ thuê lại. Tới năm 1827, Louis-Henri-Joseph de Bourbon, người thừa kế của Hoàng thân Condé, bán toàn bộ cung điện với giá 5.250.000 franc. Quyết định này dẫn tới việc chính phủ một lần nữa cho tu sửa lại toàn bộ Palais Bourbon.
Từ tháng 4 năm 1828, dưới sự chỉ đạo của kiến trúc sư Jules de Joly, một công trường lớn bắt đầu và kéo dài hơn 20 năm. Dự án này trải qua hai thời kỳ, Bourbon phục hoàng rồi nền Quân chủ tháng Bảy, với tham gia của nhiều kiến trúc sư, nhà điêu khắc và những họa sĩ lớn của nước Pháp. Jules de Joly đã canh tân dáng vẻ của khối nhà trung tâm, bố trí thêm nhiều phòng ốc bao quanh nghị phòng bán nguyệt, xây dựng thêm các không gian hội họp và một thư viện lớn. Phía sân danh dự, Jules de Joly cho xây một hàng bốn cây cột, tương tự hàng cột của Poyet phía trước. Bên dinh thự Lassay, Jules de Joly cho xây thêm một tầng mà không thay đổi tầng trệt.
Riêng phần phù điêu phía trên 12 cây cột, bộ mặt của cung điện, còn chịu hai lần thay đổi nữa. Lần thứ nhất vào thời kỳ Bourbon phục hoàng, hình ảnh Naloléon trở về sau chiến thắng Austerlitz được thay thế bằng cảnh Louis XVIII trao Hiến chương lập hiến cho nhân dân Pháp. Sau Cách mạng tháng Bảy, Louis-Philippe I lên ngôi, những dấu vết về Louis XVIII lại bị xóa bỏ, thay thế bằng bức phù điêu ca ngợi nước Pháp. Hình ảnh này đứng vững qua những lần thay đổi thể chế sau đó và tồn tại cho tới ngày nay.

### Kể từ Đệ tam cộng hòa

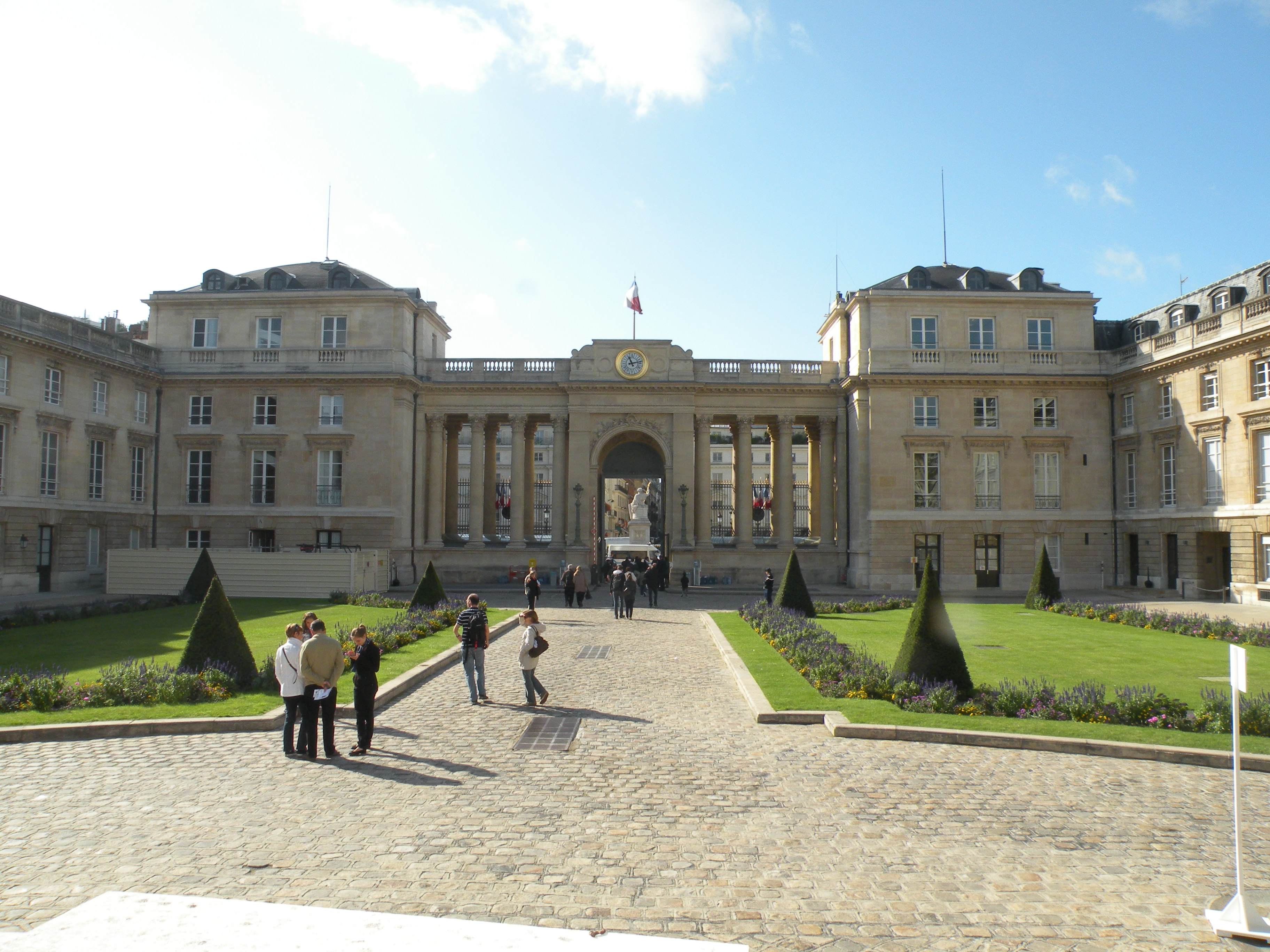
Cour d'honneur, tức sân danh dự, bên trong cung điện.

Trải qua nhiều lần sửa chữa, Palais Bourbon vẫn phải nhận nhiều lời than phiền và chỉ trích từ chính các nghị sĩ. Trong những năm đầu của nền Đệ tam cộng hòa, 578 nghị sĩ trở về từ Versailles đã phải tìm cách thích ứng với nghị phòng vốn dành cho 400 người. Trong một báo cáo của quốc hội vào năm 1887, nghị sĩ Margaine đã nhấn mạnh tới con số các nghị sĩ tử vong tăng cao và kết luận cung điện cũ thiếu trong lành chính là nguyên nhân của điều này. Đầu thế kỷ 20, văn phòng Quốc hội còn dự định thay thế hàng cột của Poyet bằng một kiến trúc khác, nhưng sau đó dự án bị hủy bỏ bởi Chiến tranh thế giới thứ nhất bùng nổ.
Cùng với thời gian, những chỉ trích dần tập trung vào điểm duy nhất: nghị phòng bán nguyệt làm giảm khả năng làm việc của các nghị sĩ. Năm 1932, một phòng họp mới 200 chỗ được xây dựng, ngày nay là phòng Colbert. Năm 1974, tòa nhà số 101 phố Université được khánh thành, cho phép các nghị sĩ có thêm không gian làm việc cá nhân. Với mục tiêu mỗi nghị sĩ một phòng làm việc, vào hai năm 1983 và 2002, quốc hội lần lượt mua thêm hai tòa nhà số 233 đại lộ Saint-Germain và số 3 phố Aristide Briand. Ngày nay, toàn bộ trụ sở Quốc hội Pháp chiếm một diện tích 124.000 mét vuông, phục vụ khoảng 3.000 người làm việc.
Kể từ khi được chọn làm trụ sở quốc hội Pháp vào năm 1795, Palais Bourbon đảm nhiệm vai trò này hầu như liên tục, chỉ trừ hai khoảng thời gian ngắn. Lần thứ nhất từ năm 1871 đến năm 1879, trụ sở quốc hội được chuyển về cung điện Versailles sau khi Công xã Paris làm chủ thủ đô. Trong khoảng thời gian Chiến tranh thế giới thứ hai, khi Quân đội Đức chiếm đóng Paris, quốc hội chuyển về Bordeaux năm 1940 rồi tiếp tục tới Vichy. Sau thế chiến, từ năm 1946, Palais Bourbon tiếp tục là trụ sở quốc hội của nền Đệ tứ cộng hòa.

## Cung điện

### Kiến trúc

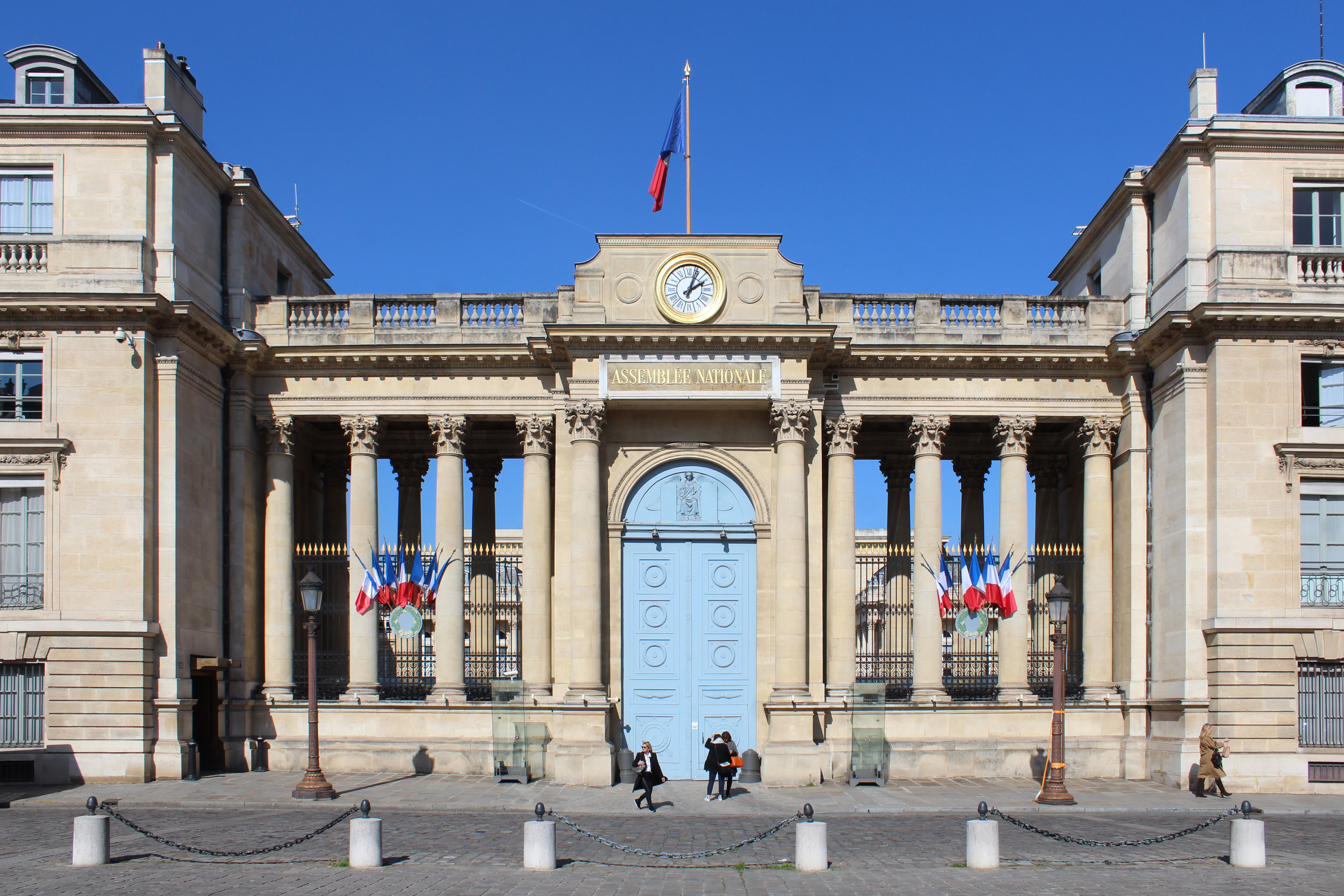
Cổng vào phía nam của cung điện.

Palais Bourbon ngày nay là một quần thể kiến trúc rộng lớn nằm bên bờ sông Seine, được bao bọc bởi đường kè Orsay ở phía Bắc, phố Aristide Briand ở phía Đông, phố Université cùng quảng trường Palais Bourbon ở phía Nam và trụ sở Bộ Ngoại giao ở phía Tây. Không xa Palais Bourbon, có thể thấy sự hiện diện của nhiều công trình quan trọng khác. Cùng ở bên tả ngạn, dọc theo bờ sông Seine về hướng Đông, cạnh đường kè Anatole France là vị trí của Bảo tàng Orsay. Bên phía Tây, một bãi cỏ trải dài từ bờ sông, chỗ cầu Alexandre III, tới Điện Invalides với mái vòm mạ vàng nổi tiếng, nơi yên nghỉ của vị hoàng đế Napoléon. Phía bên kia sông, thẳng qua cầu Concorde, xuyên qua quảng trường cùng tên và phố Royale, có thể thấy nhà thờ Madeleine cũng với hàng cột cao theo lối tân cổ điển.
Trải qua gần 300 năm lịch sử với nhiều lần trùng tu, Palais Bourbon có kiến trúc mang đặc tính của hai thời kỳ rõ rệt. Mặt phía Nam cung điện, nơi quảng trường Palais Bourbon, là tác phẩm của kiến trúc sư người Ý Girardini, được Barreau de Chefdeville và Le Carpentier tiếp nối. Ở phía Bắc, bên bờ sông Seine, hàng 12 cây cột là dấu ấn của Bernard Poyet dười thời Đệ nhất đế chế. Nếu như ở phía Nam, với chiếc cổng uy nghi, hàng cột trang trí phong phú, khoảng sân rộng, hàng hiên thanh lịch... Palais Bourbon mang dáng vẻ của một dinh thự hoàng gia, thì ở phía Bắc, hàng cột thức Corinth đem lại cho công trình nét uy nghiêm của một "ngôi đền phát luật".
Nhìn từ phía Bắc, mặt ngoài cung điện mang nét cân xứng hoàn hảo. Hàng cột cao nâng đỡ trán tường lớn với bức phù điêu, tác phẩm của nhà điêu khắc Jean-Pierre Cortot, mô tả hình ảnh nước Pháp trong dáng vẻ một người phụ nữ, đứng trên ngai vàng, được hộ giá bởi sức mạnh và công lý. Hai bên trái và phải, có thể thấy hai bức phù điêu nhỏ hơn mang chủ đề Giáo dưỡng của James Pradier và Thần Prometheus khích lệ nghệ thuật của François Rude. Phía dưới, hai bức tượng thần Athena và Themis đặt đối xứng hai bên bậc thềm. Nơi tường rào sắt với những mũi nhọn vàng ngăn cách khuôn viên cung điện, bốn bức tượng Maximilien de Sully, Michel de L'Hospital, Henri-François và Jean-Baptiste Colbert trong tư thế ngồi được đặt thẳng hàng. Phía Bắc cung điện còn được bố trí hai khu vườn nhỏ, Jardin de la buvette bên phía trái và Jardin de la Présidence nằm kế bên dinh thự Lassay.
Án ngữ phía Nam cung điện là một chiếc cổng lớn với hai hàng cột thức Corinth hai bên, được xây dựng theo bản vẽ của Girardini. Phía sau cổng, một sân trước hình thang cân được bao bọc bởi hai khối nhà lớn hai bên, kế tiếp tới sân danh dự và kết thúc bởi một hàng hiên nhỏ cùng với hàng bốn cây cột. Giữa các khối nhà của Palais Bourbon, còn có thể thấy một vài sân trong khác và khu vườn Quatre colonnes, nơi các nghị sĩ thường trả lời phỏng vấn của báo giới.

### Nội thất

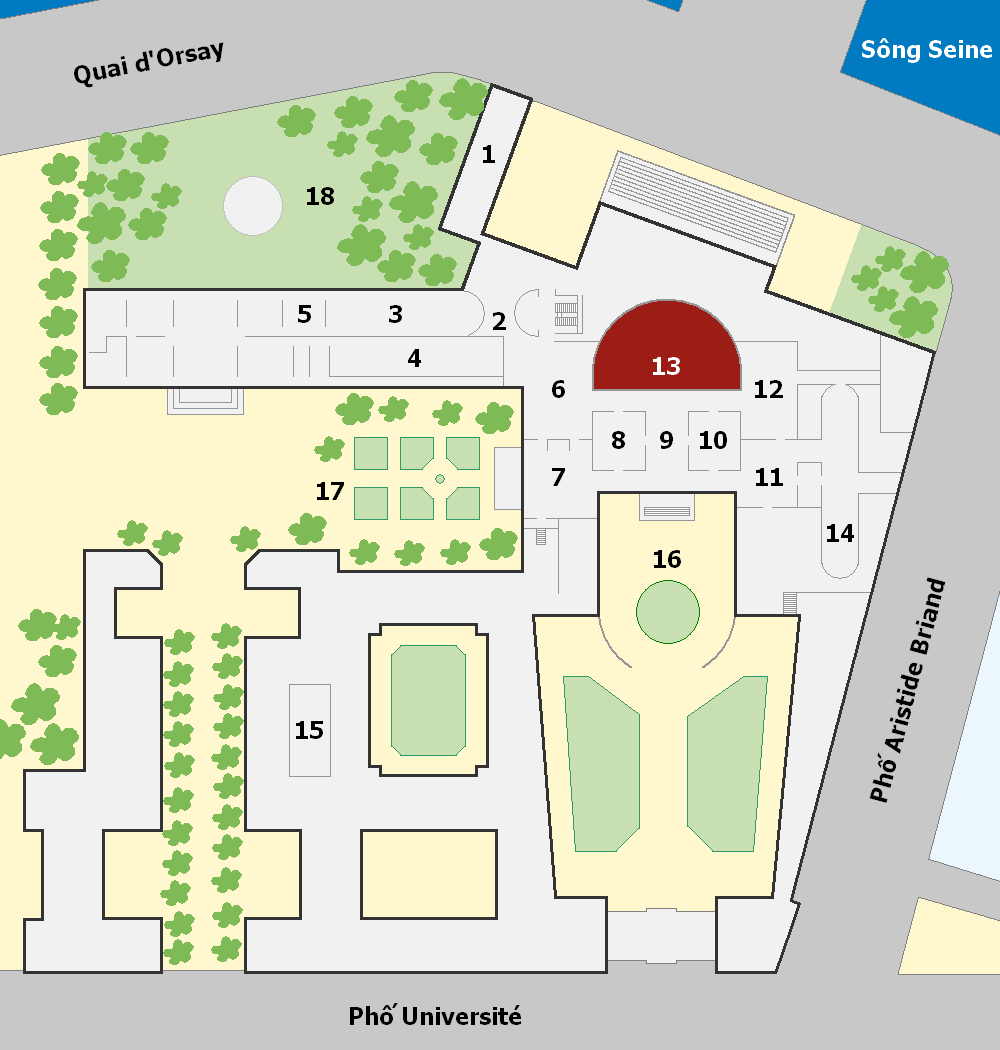
Sơ đồ Palais Bourbon.
1: Salon du public. 2: Đình vòm Aleschinsky. 3: Galerie des Fêtes. 4: Galerie des Tapisseries. 5: Salon du départ. 6: Salle des Pas Perdus. 7: Salle des Quatre Colonnes. 8: Salon Delacroix. 9: Salon Casimir-Perier. 10: Salon Pujol. 11: Salon Mazeppa. 12: Salle des Conférences. 13: Nghị phòng bán nguyệt. 14: Thư viện. 15: Salle Colbert. 16: Sân danh dự. 17: Vườn Quatre Colonnes. 18: Vườn Jardin de la Présidence.

Theo lối vào dành cho công chúng, căn phòng đầu tiên của Palais Bourbon là Salon du public, nơi trưng bày chân dung các vị chủ tịch quốc hội cùng đôi nét tiểu sử. Từ đây, lối đi sẽ dẫn tiếp đến Đình vòm Aleschinsky, tác phẩm của họa sĩ người Bỉ Pierre Alechinsky, điểm giao giữa Palais Bourbon và Galerie des Fêtes. Ban đầu, Palais Bourbon và dinh thự Lassay là hai công trình độc lập. Đến năm 1799, một hành lang bằng gỗ khiêm tốn nối liền hai tòa nhà. Khi Jules de Joly trùng tu lại cung điện, Galerie des Fêtes được xây dựng thay thế cho hành lang gỗ cũ và hoàn thành vào năm 1848. Được trang trí bởi những trướng phủ trường màu đỏ, những đèn chùm lớn, các họa phẩm của François-Joseph Heim... Galerie des Fêtes là một căn phòng trải dài với năm cửa sổ lớn mở ra vườn. Từ nhiều thập kỷ, nơi đây trở thành điểm tiếp đón những vị khách quan trọng của quốc hội. Nằm song song với Galerie des Fêtes, Galerie des Tapisseries là một hành lang dài và thông với Galerie des Fêtes nhờ năm ô cửa lớn. Đây từng là nơi lưu trữ bộ sưu tập tranh quý giá của chính trị gia, nhà tài chính Charles de Morny. Sau khi quốc hội trở lại Palais Bourbon vào năm 1879, Galerie des Tapisseries, đúng như tên gọi, trở thành nơi trưng bày bộ sưu tập thảm tường lớn, gồm sáu chiếc từ xưởng Beauvais và ba chiếc do xưởng Gobelins sản xuất.

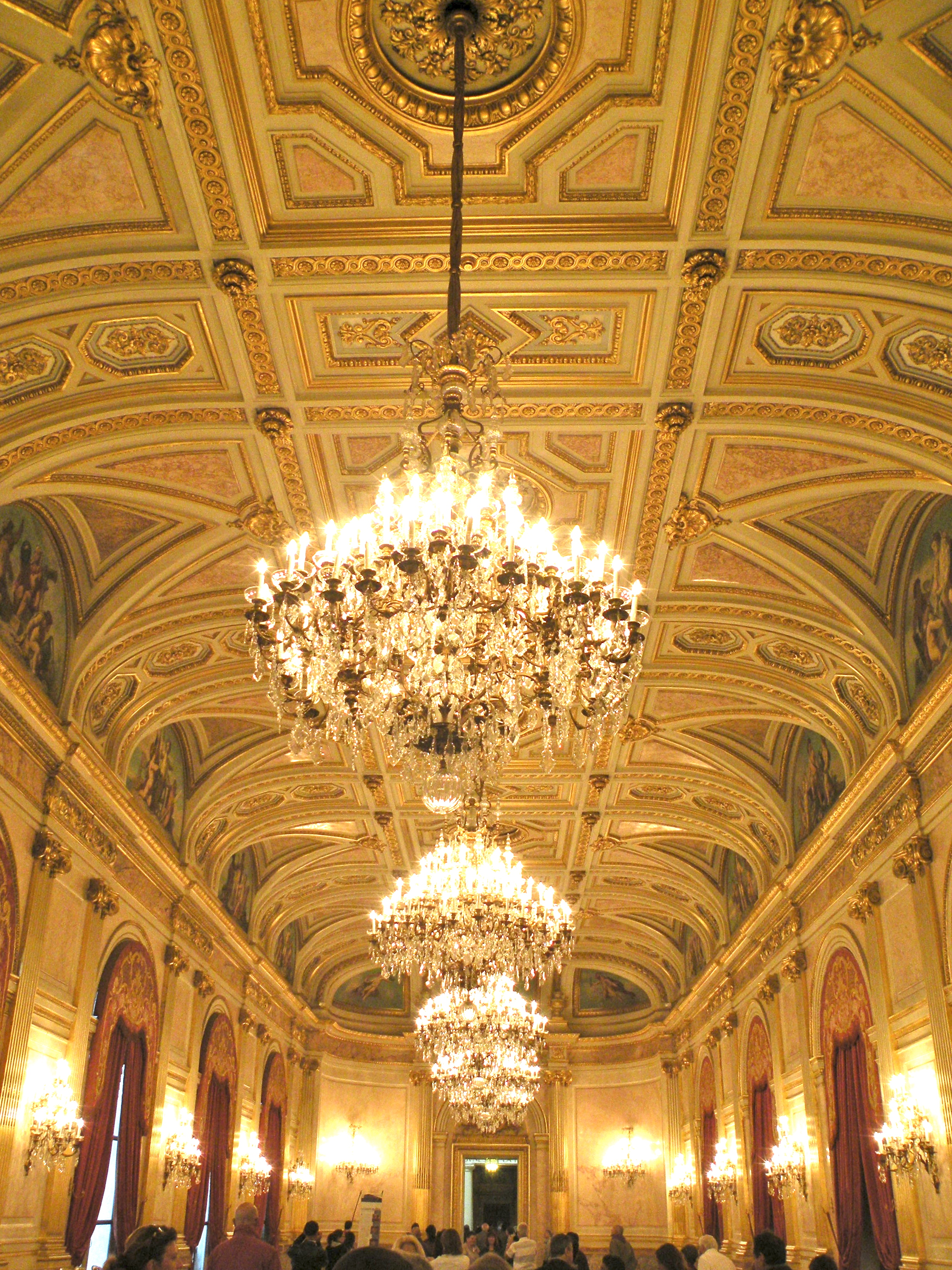
Salle des fêtes.

Nằm kế tiếp Galerie des Fêtes là Salon du départ, căn phòng đầu tiên thuộc dinh thự Lassay. Vào mỗi cuộc họp, vị chủ tịch quốc hội sẽ bước đi từ Salon du départ cùng hai nhân viên phục vụ và tổng thư ký quốc hội, được chỉ huy biệt đội vệ binh cộng hòa nghênh đón tại Đình vòm Aleschinsky. Trong Salon du départ, giữa hai cửa sổ mở ra vườn, có thể thấy một bức tượng biểu tượng của nền cộng hòa bằng đá trắng. Trên tường, một bức thảm lớn sao chép bức họa nổi tiếng Trường học Athena của Raffaello. Bên cạnh Salon du départ, các căn phòng Salon des éléments, Grand salon, Salon des saisons nằm kết tiếp và kết thúc bởi Salon des jeux.

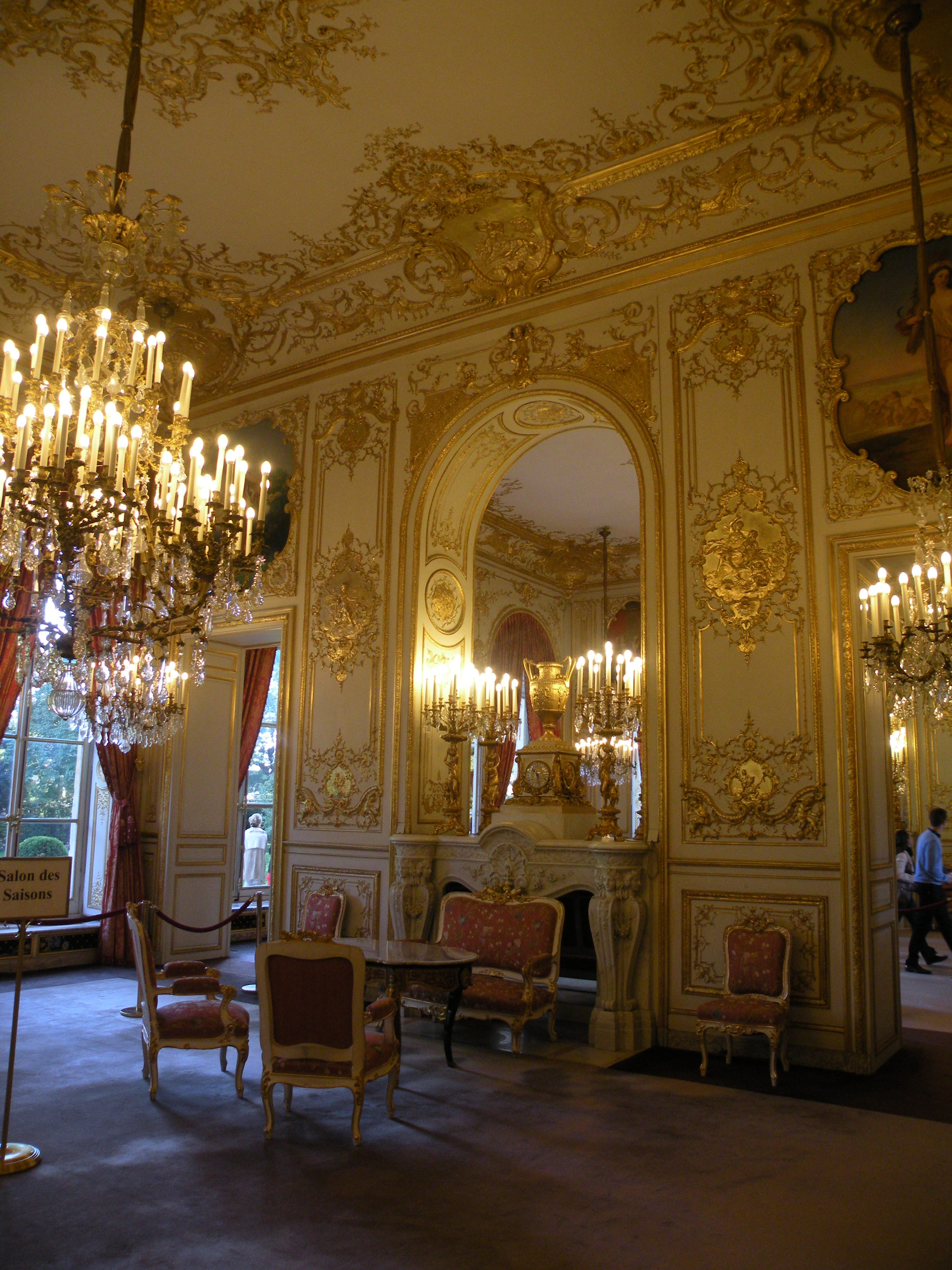
Salon des saisons.

Bên phải nghị phòng bán nguyệt, Salle des Pas Perdus, hay Salon de la paix, mang hình chữ nhật trải dài. Căn phòng vẫn giữ được dáng vẻ từ thời Louis-Philippe I, có trần trang trí cầu kỳ, và được tô điểm bởi hai bức tượng lấy từ lâu đài Marly. Salle des Pas Perdus là nơi chủ tịch quốc hội đi ngang qua trước khi bước vào nghị phòng bán nguyệt, cũng là địa điểm dành cho các phóng viên báo chí. Nằm kế Salle des Pas Perdus và bên cạnh khu vườn là căn phòng Salle des Quatre Colonnes, có nghĩa Phòng Bốn cây cột. Đúng như tên gọi, Salle des Quatre Colonnes được trang trí bởi bốn cây cột trắng cùng nhiều tác phẩm điêu khắc đặt trong các hốc tường. Căn phòng này, giống như Salle des Pas Perdus, cũng là nơi các nghị sĩ trả lời phỏng vấn sau mỗi buổi họp.

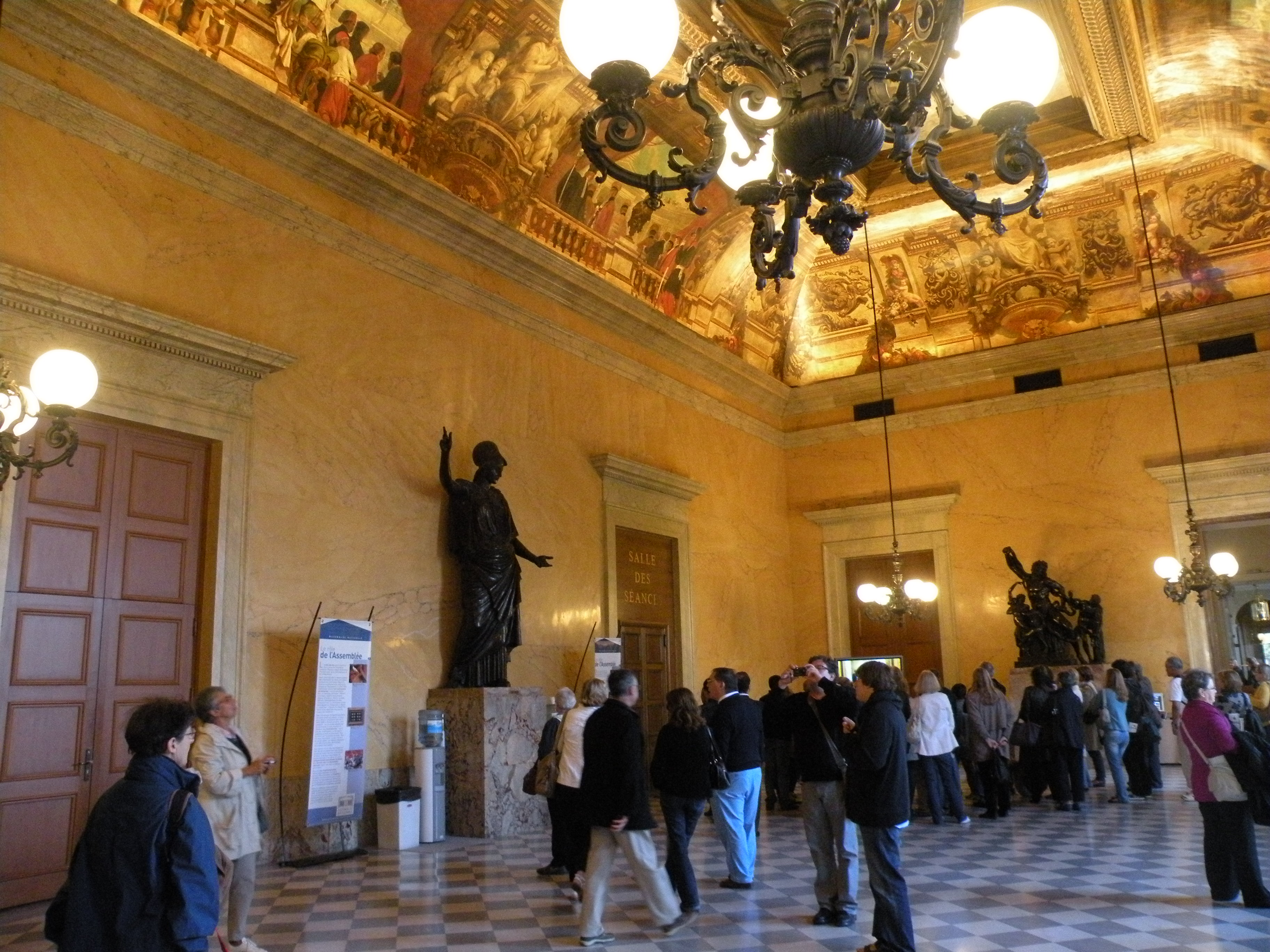
Salle des Pas Perdus.

Giữa nghị phòng bán nguyệt và sân danh dự, ba phòng khách được bố trí kế tiếp mang tên Delacroix, Casimir-Perier và Pujol. Nằm ở chính giữa, Salon Casimir-Perier có cửa mở ra sân danh dự, trang trí bởi những hàng cột cao cùng 6 bức tượng Mirabeau, Bailly, Portalis, Tronchet, Tướng Foy và Casimir-Perier đặt trong các hốc tường. Cuối căn phòng, một bức phù điêu lớn bằng đồng, tác phẩm của Aimé-Jules Dalou, nặng 3,7 tấn, kích thước 6m50×2m30, tái hiện buổi họp ngày 23 tháng 6 năm 1789, khi Mirabeau nói câu nói nổi tiếng: "Chúng tôi tới đây theo ý nguyện của nhân dân và chỉ đi khỏi dưới sức mạnh của mũi giáo". Hai bên Salle Casimir-Perier, hai phòng Salon Delacroix và Salon Pujol nằm đối xứng, mang tên hai họa sĩ trang trí Eugène Delacroix và Abel de Pujol.

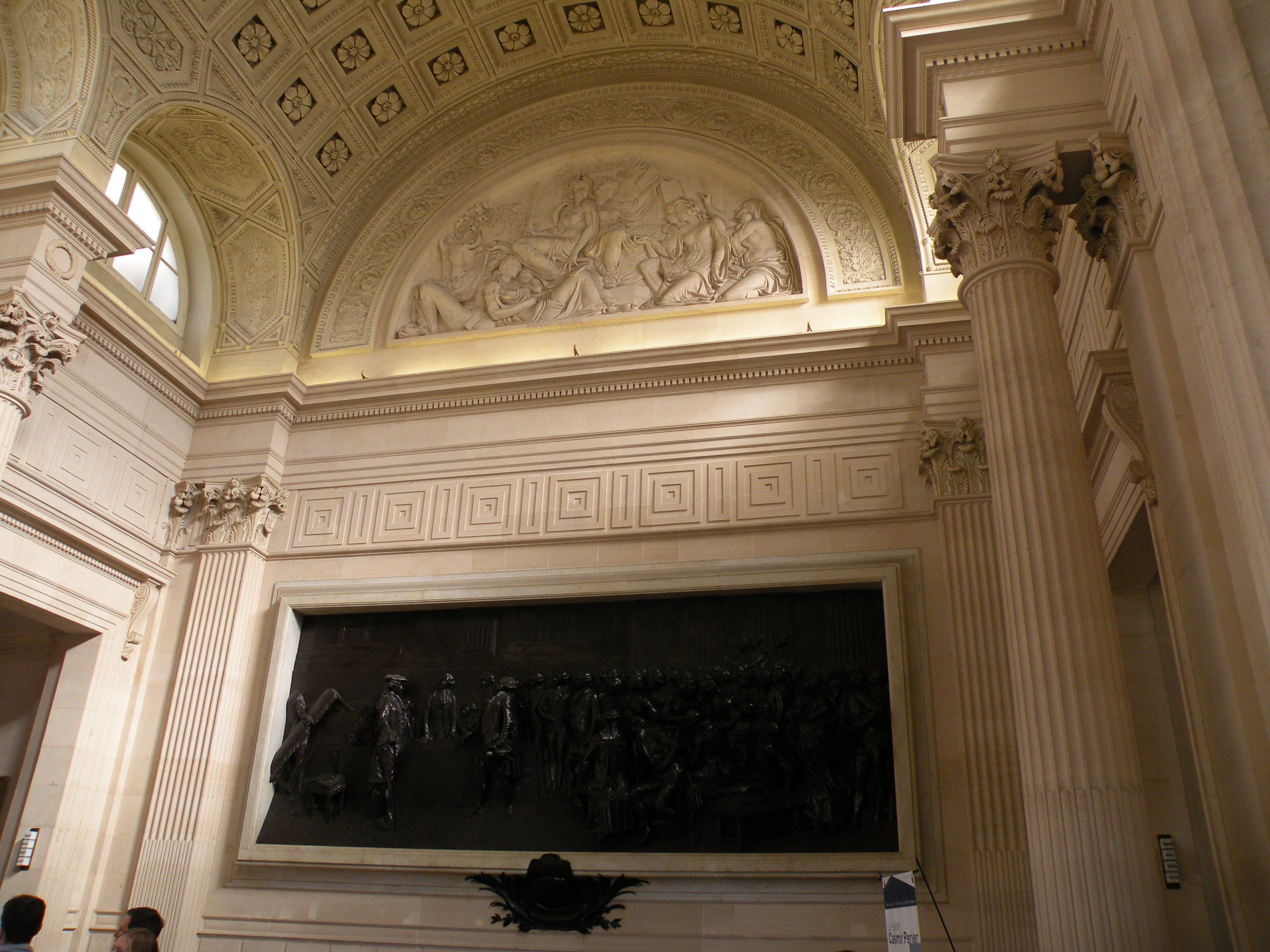
Salon Casimir-Perier.

Nằm giữa nghị phòng và thư viện, Salle des Conférences vốn là phòng ăn cũ của Hoàng thân Condé được Jules de Joly cho xây dựng lại. Trên tường căn phòng, có thể thấy hai tấm thảm minh họa trường ca Iliad, một tấm được dệt ở Bruxelles và tấm còn lại là một trong những sản phẩm mẫu mực của xưởng Gobelins. Phía cuối, một tượng bán thân biểu tượng cho nền cộng hòa đặt trên lò sưởi, cạnh các khung cửa, một bức tượng Henri IV và bốn tượng bán thân Alphonse de Lamartine, Dupont de l'Eure, Louis-Eugène Cavaignac và Ernest Picard kê sát tường. Salle des Conférences còn được trang trí bởi năm họa phẩm, tái hiện hình ảnh Mathieu Molé trong cuộc nổi loạn 1648–1653, Adolphe Thiers tuyên bố giải phóng và chân dung của Aristide Briand, Léon Gambetta, và Henri Brisson.

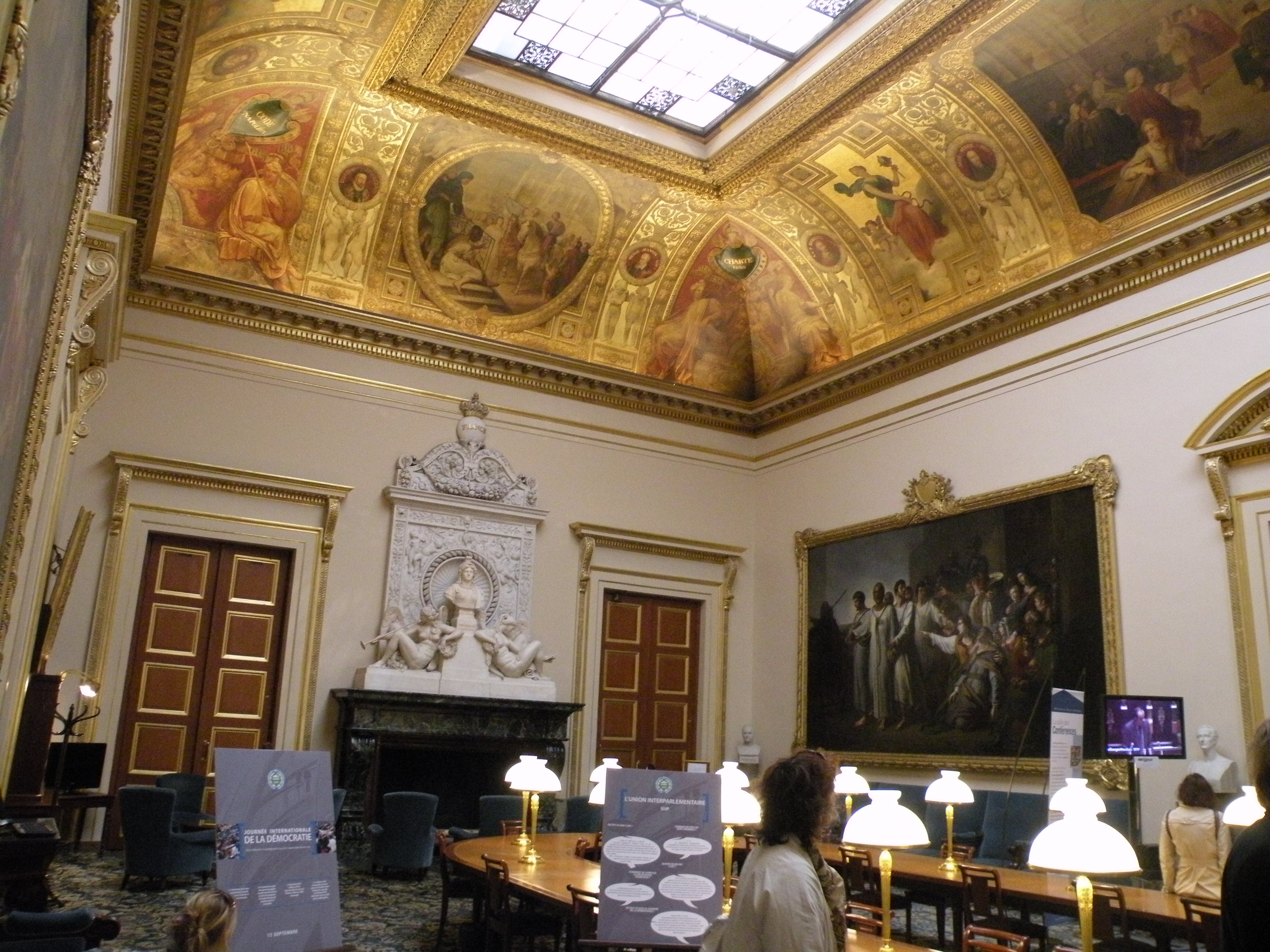
Salle des Conférences.

### Nghị phòng bán nguyệt

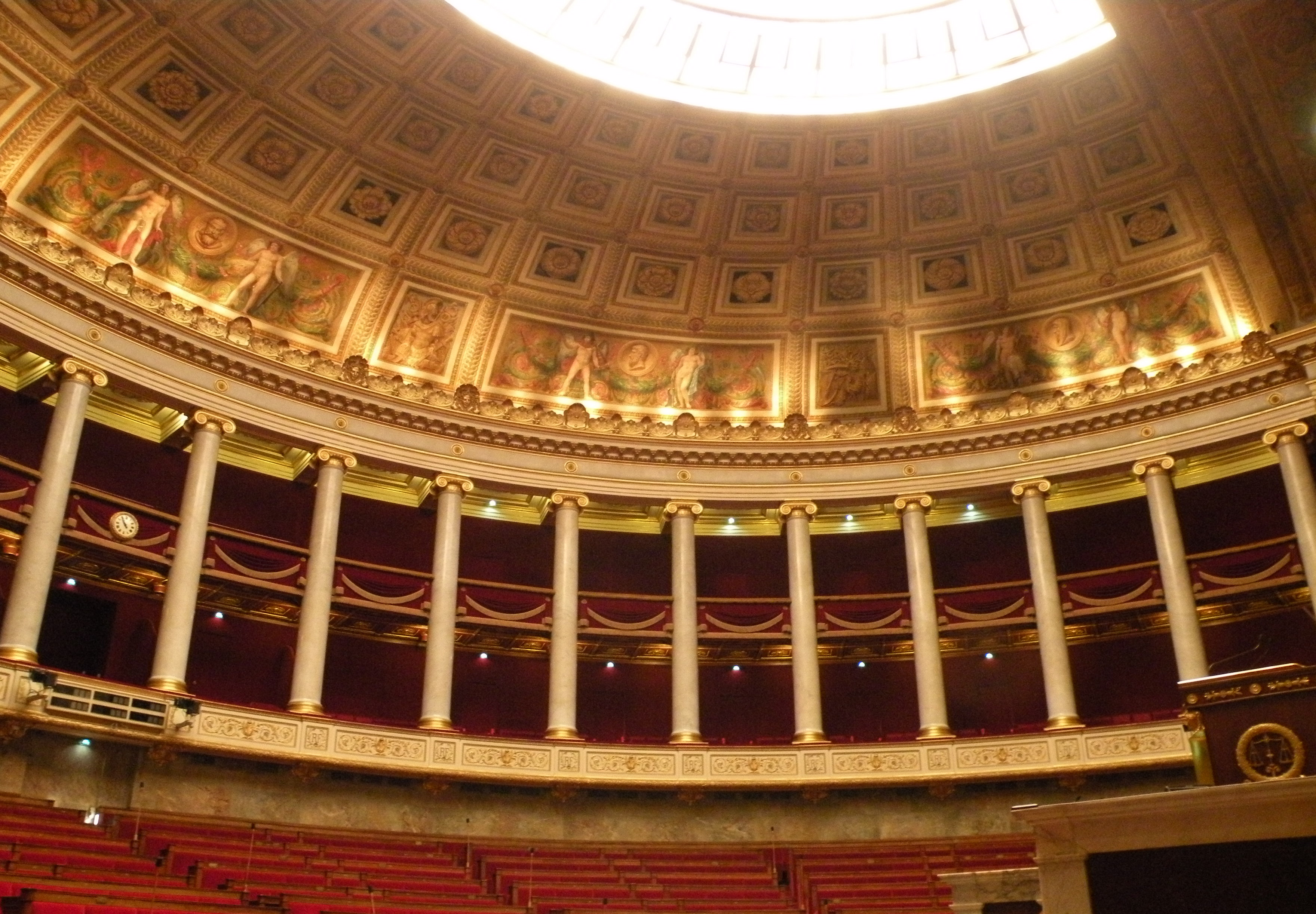

Nghị phòng bán nguyệt của Palais Bourbon được xây dựng lần đầu vào thời kỳ Cách mạng Pháp, tác phẩm của hai kiến trúc sư Gisors và Lecomte. Từ năm 1828 đến 1832, Jules de Joly cho xây dựng lại nghị phòng nhưng vẫn giữ nguyên kiến trúc bán nguyệt và hàng cột cao bao quanh. Ngay từ khi hoàn thành, tác phẩm của Joly đã phải chịu những lời chỉ trích về hình thức mang tính hỗn tạp, đặc biệt các màn trướng màu đỏ và hàng cột thức Ionic. Những lời phê bình khác chĩa mũi giáo vào diện tích căn phòng, vốn chỉ 545 mét vuông, tức chiếm 3% diện tích cung điện, không tương xứng với công năng quan trọng. Mặc dù từng có những dự định thay đổi, nhưng trải qua thời gian, tác phẩm của Jules de Joly vẫn hầu như được giữ nguyên vẹn.
Nằm ở trung tâm cung điện, nghị phòng bán nguyệt được trang trí với hai màu chủ đạo vàng và đỏ. Bao quanh, hàng cột đá trắng nâng đỡ mái vòm lộng lẫy với phần đỉnh mái bằng kính trong suốt. Các hàng ghế nghị sĩ màu đỏ được bố trí dần thấp, hướng về phía trung tâm, vị trí của chủ tịch quốc hội và diễn đàn. Trên bức tường phía sau bàn chủ tịch, một bức phù điêu bằng đá trắng mang phong cách Roman biểu thị "Những ảnh hưởng của nước Pháp đến khoa học, nghệ thuật, thương mại và nông nghiệp". Phía cao hơn, tấm thảm tường lớn của xưởng Gobelins được đặt trong khung màu vàng, dệt theo bức bính họa Trường học Athena nổi tiếng của Raffaello. Hai hốc tường hai bên còn được tô điểm bởi hai bức tượng, tác phẩm của nhà điêu khắc James Pradier, tượng trưng cho Tự do và Trật tự xã hội.
Quốc hội Pháp ngày nay bao gồm 577 nghị sĩ. Trong nghị phóng bán nguyệt của Palais Bourbon, các nghị sĩ ngồi tập trung theo các nhóm chính trị, thuộc bên phải hoặc bên trái chủ tịch quốc hội. Vị trí của từng nghị sĩ được đánh số và trang bị một bàn phím nhỏ phục vụ cho việc bỏ phiếu hoặc gửi yêu cầu. Nghị phòng cũng dành hai hàng ghế đầu của hai dãy trung tâm cho các thành viên chính phủ, đôi khi cả các đồng sự của họ khi có những cuộc tranh luận chuyên môn.

### Thư viện

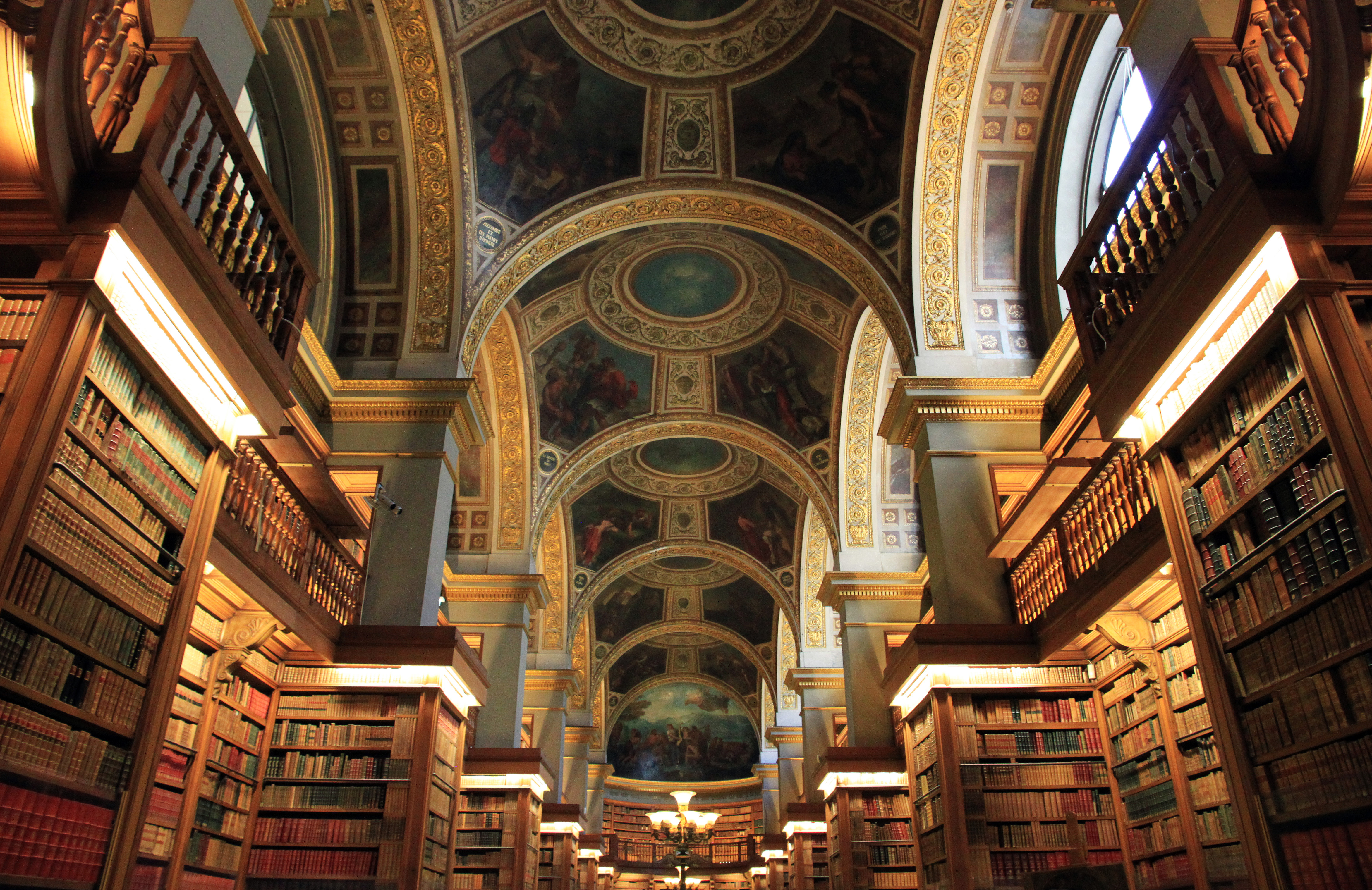

Thư viện của Quốc hội Pháp được chính thức thành lập ngày 14 tháng gió năm IV, tức 4 tháng 3 năm 1796. Trong suốt thời kỳ Cách mạng Pháp, trữ lượng sách của thư viện Quốc hội không ngừng tăng nhờ những tài liệu đến từ các thư viện tôn giáo và của những người đào vong. Tới thời kỳ nền Quân chủ tháng Bảy, nhờ vị giám đốc Pierre-Paul Druon, thư viện Quốc hội trở thành nơi lưu trữ không ít những tài liệu quý hiếm. Khi Palais Bournon được Jules de Joly sửa lại, thư viện có được một không gian mới, bên trái nghị phòng, gần phố Aristide Briand. Căn phòng lớn dài 42 mét, rộng 10 mét, cao 15 mét được chia thành năm gian cộng một không gian nhỏ phía cuối mang hình bán nguyệt. Trần thư viện trang trí lộng lẫy, là tác phẩm của Eugène Delacroix thực hiện trong khoảng từ năm 1838 tới năm 1847. Năm mái vòm mang năm chủ đề khác nhau: pháp luật, triết học, thần học, khoa học và thi ca.
Ngày nay, thư viện Quốc hội có trữ lượng tài liệu lớn bậc nhất trong các thư viện của Pháp. Không chỉ dành riêng cho các nghị sĩ, thư viện Quốc hội còn mở cửa cho một vài nhóm độc giả khác, như các thượng nghị sĩ, các đại biểu của Pháp tại Nghị viện châu Âu, các cựu nghị sĩ và các nhân viên của quốc hội... Không gian lưu trữ của thư viện chủ yếu dưới tầng hầm của sân danh dự với tổng cộng 18 km giá sách. Các lĩnh vực luật, khoa học chính trị, lịch sử, kinh tế, khoa học xã hội, thư viện tập hợp hơn 600 ngàn ấn phẩm. Bên cạnh đó còn 670 ấn bản định kỳ, 220 nhật báo cùng những CD, cơ sở dữ liệu về pháp lý. Thư viện Quốc hội Pháp cũng là nơi lưu trữ không ít những tư liệu quý hiếm với 1.900 tác phẩm viết tay, 80 cuốn sách cổ và nhiều ấn bản gốc. Nhiều bản thảo của Jean-Jacques Rousseau, tư liệu gốc về vụ xét xử Jeanne d'Arc hay sách cổ Borbonicus của những người México bản địa hiện được lưu giữ ở đây. Bên cạnh các tư liệu, thư viện Quốc hội còn tập hợp một bộ sưu tập những tác phẩm điêu khắc về Marianne—một trong những biểu tượng của nước Pháp—cùng nhiều tượng bán thân các nghị sĩ theo lối hài hước.

## Quảng trường Palais Bourbon

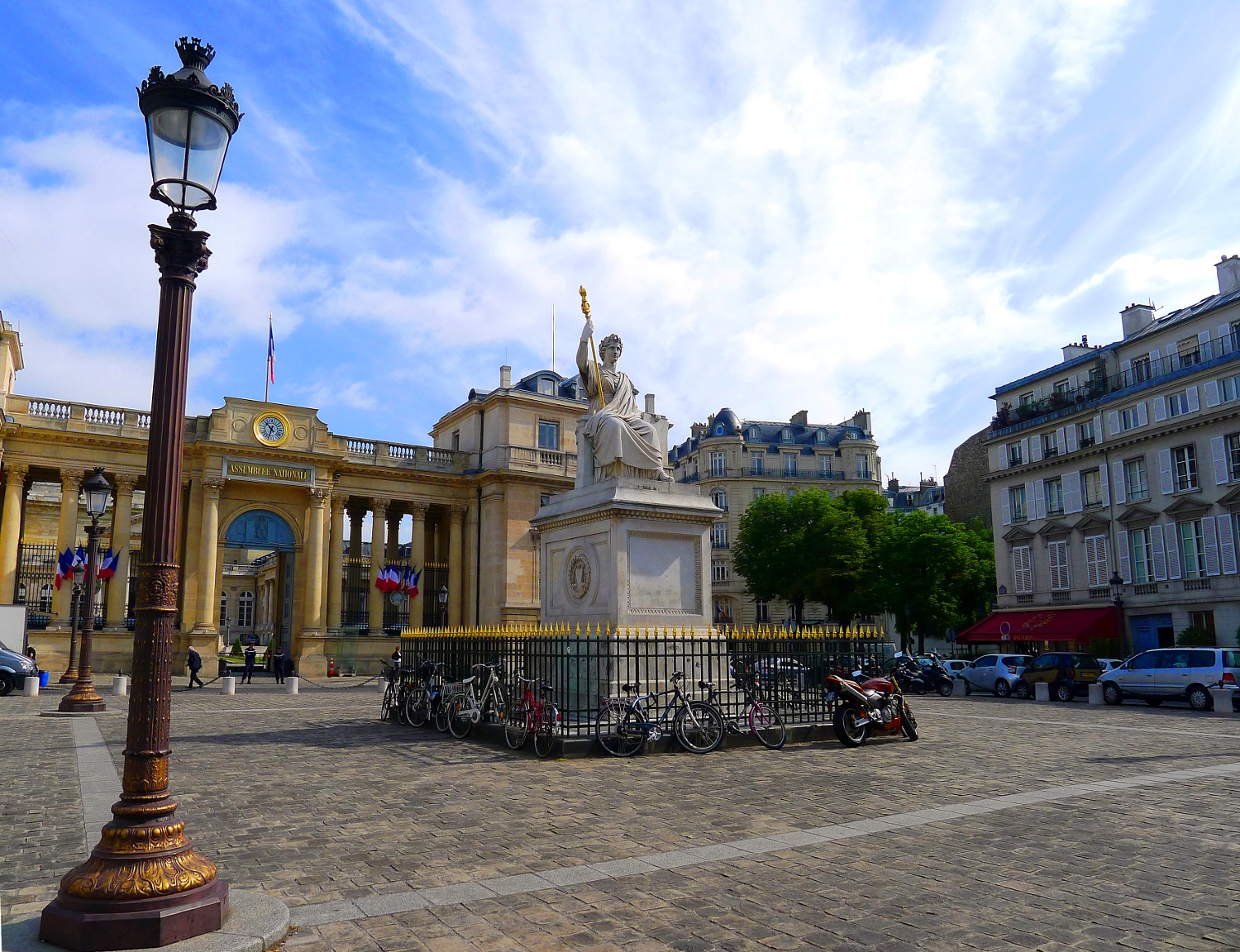
Quảng trường Palais Bourbon với bức tượng La Loi.

Quảng trường Palais Bourbon mang hình thang cân, nằm phía sau cung điện, nơi cổng vào sân danh dự. Theo một bản vẽ còn lưu trữ ở bảo tàng Condé ở Chantilly, các kiến trúc sư của nữ Công tuớc Bourbon cũng đã nghĩ đến một quảng trường hình tam giác phía trước cung điện, nhưng dự án này không được thực hiện. Năm 1769, Hoàng thân Condé mua lại một số khu đất xung quanh Palais Bourbon, bố trí một quảng trường với hai mục đích: làm nổi bật cung điện và đầu cơ bất động sản. Việc xây dựng quảng trường được tiến hành vào năm 1788, nhưng Hoàng thân Condé bỏ trốn khỏi nước Pháp một năm sau đó, khi nổ ra cuộc Cách mạng 1789.
Palais Bourbon trở thành tải sản quốc gia vào năm 1791. Năm 1794, quảng trường được mang tên Maison de la Révolution, có nghĩa Ngôi nhà Cách mạng. Không lâu sau, quảng trường lại đổi tên thành Conseil des Cinq-Cents, tức Hội đồng Năm trăm, tên quốc hội đặt trụ ở tại cung điện khi đó. Sau cuộc đảo chính tháng Sương mù, Napoléon Bonaparte đặt Hội đồng lập pháp tại cung điện, Conseil des Cinq-Cents được đổi thành Corps législatif, tức Hội đồng lập pháp. Cho tới thời kỳ Bourbon phục hoàng, cái tên quảng trường Palais Bourbon mới được sử dụng và giữ tới ngày nay.
Trải qua một thời gian dài, vì nhiều lý do, không một tượng đài nào được đặt giữa quảng trường. Cho tới năm 1848, ngày 18 tháng 3, Chính phủ lâm thời tổ chức một cuộc thi thiết kế "biểu tượng hội họa và biểu tượng điêu khắc cho nền Cộng hòa Pháp". Ngày 27 tháng 4, cuộc triển lãm các phác thảo được mở cửa. Từ 18 tới 24 tháng 5, ban giám khảo điêu khắc chọn ra được 10 tác phẩm, trong đó có tác phẩm của Jean-Jacques Feuchère. Tới năm 1855, tác phẩm với tên La Loi, tức Luật pháp, được dựng giữa quảng trường Palais Bourbon. La Loi mang hình một nữ thần đang ngồi, tay phải cầm thanh quyền trượng, tay trái cầm một bản khắc tượng trưng cho luật pháp.
Năm 2000, chính quyền thành phố Paris cho cải tạo lại, quảng trường Palais Bourbon trở thành một khu vực chủ yếu cho người đi bộ. Bức tượng La Loi cũng được sửa chữa lại vào mùa thu năm 2001.